# George H. W. Bush
George Herbert Walker Bush (Milton, Massachusetts, 12 de juny de 1924 - Houston, Texas, 30 de novembre de 2018) fou un polític estatunidenc, 41è president dels Estats Units d'Amèrica (1989-1993).

## Biografia
Era fill de Prescott Bush, un senador republicà al Congrés dels Estats Units. A la Segona Guerra Mundial, va ser pilot de combat de l'Aviació Naval; va volar en 58 missions de combat; durant una d'aquestes missions el seu avió bombarder fou abatut pel foc antiaeri japonès, i fou rescatat del mar per un submarí nord-americà. Fou acusat d'haver saltat deixant els seus dos companys dins l'avió sense avisar-los que ell, que n'era el pilot, anava a saltar. L'assumpte va ser conegut com l'escàndol de l'Avenger. Amb tot, va ser condecorat amb la Creu Distingida de Vol per la seva valentia en l'acció.
Amb posterioritat a la guerra, es matriculà a la Universitat Yale on fou membre de la societat secreta estudiantil Skull & Bones. Va ser escollit dues vegades congressista al Congrés dels Estats Units (1967-1971) per l'estat de Texas; i més tard seria ambaixador del seu país a l'ONU (1971-1973).
Va servir com a director de la CIA (Agència Central d'Intel·ligència) entre gener de 1976 i gener de 1977. Posteriorment va ser vicepresident durant la presidència de Ronald Reagan (1981-1989), durant l'època que la CIA va subministrar armes a la Resistència Nicaragüenca (coneguda com "la Contra"). En el marc d'aquesta assistència va ocórrer el cas conegut com a Iran-Contra.

### Presidència dels Estats Units
L'any 1988 va derrotar els altres precandidats en les eleccions primàries internes del Partit Republicà, i es va convertir en el candidat presidencial oficial d'aquest partit. L'opositor Partit Demòcrata va escollir al Governador de l'Estat de Massachusetts Michael Dukakis com el seu candidat presidencial. En les eleccions presidencials dels Estats Units de 1988 celebrades el 8 de novembre de 1988, Bush va guanyar, obtenint el 53,4% dels vots populars i el suport de 40 Estats; mentre que Dukakis va obtenir el 45,6% dels vots populars i el suport de només 10 Estats.
Era el pare del governador de Florida, Jeb Bush, i del quaranta-tresè president dels Estats Units, George W. Bush, i cosí de George Herbert Walker Bush III, ambaixador dels Estats Units a Hongria. Ha estat considerat un president més moderat que no pas Reagan o que el seu fill. Va tenir períodes de gran popularitat durant la Guerra del Golf, mentre col·laborava amb les Nacions Unides després que l'Iraq envaís Kuwait.

### Final del mandat
George H. W. Bush va perdre les eleccions presidencials dels Estats Units de 1992 davant de Bill Clinton a causa en part de la recessió econòmica, de la impopularitat del seu vicepresident, Dan Quayle i dels bons resultats d'un tercer candidat, Ross Perot, del Partit Reformista.